# Verraco del puente (Salamanca)
El verraco del puente de Salamanca es un verraco de piedra que se encuentra en la entrada del puente romano, y es la estatua más antigua de la ciudad. Su origen está en los vetones, pueblo celta que ocupó el área y cuya economía era esencialmente ganadera. Aunque verraco significa cerdo reproductor, a esta figura también se le conoce como el toro de Salamanca o el toro del puente y así está representado en el escudo de la ciudad.
Sus medidas son de 2,10 metro de longitud, 1,57 metros de altura y 0,70 metros de anchura. Tiene la cabeza rota y el cuerpo está partido por la mitad, aunque fue reconstruido.

## Historia

Escudo de Salamanca, con el toro sobre el puente

Se cree que los verracos fueron erigidos por tribus vetonas durante el periodo del Emperador Augusto, a finales siglo I a. C. La presencia del verraco junto al puente romano de Salamanca está documentada desde finales del siglo XII, apareciendo también en el Concejo de la Ciudad, y mencionándose en documentos y la literatura.
El 10 de octubre de 1834 el político José María Cambronero hizo que el verraco fuera arrojado al río al creer que había sido hecho colocar por Carlos I de España tras los sucesos de las Comunidades. Esto provocó grandes daños a la figura, que terminó partida en tres pedazos.
El 17 de junio de 1867 se rescata la escultura para ser albergada en el convento de San Esteban, y posteriormente movida a diversos museos hasta que se volvió a colocar sobre el puente romano el 23 de octubre de 1954, coincidiendo con el IV centenario de la publicación del El Lazarillo de Tormes. Desde entonces su ubicación ha variado desde el interior del puente hasta la actual al entrada de este, sitio que ocupa desde 1993.
La estatua ha sufrido daños por vandalismo en distintas ocasiones a través de los años, por ejemplo en 2016 y en 2019.

## Interpretaciones
Los vetones dejaron figuras similares por el territorio que ocuparon, tanto en España como en Portugal. Estas figuras zoomórficas representan al cerdo reproductor pero también a otros animales como toros y jabalíes. Aunque se trata de manifestaciones artísticas reconocibles de la cultura vetona su significado no es claro, y existen varias teorías al respecto. Por ejemplo, se cree que servian como piedras terminales para delimitar fronteras o terrenos dedicados al pastoreo, que estaban relacionadas con Hércules, o que pudieran tener un significado místico o religioso, como el culto a deidades de la tierra, a la fertilidad, o a los muertos.
El símbolo del toro en particular se ha identificado con Osiris, o con la fortaleza de un río. Por ejemplo, Juan de Horozco y Covarrubias comentaba en el siglo XVI que el ruido de sus aguas parece el bramido de un toro por lo que los romanos lo colocaron sobre el puente.
Un estudio de la Universidad Autónoma de Madrid distingue tres tipos de verracos con tres posibles funciones. Los autores concluyen que las figuras de mayor tamaño de toros y sin inscripciones, como la de Salamanca, se habrían tallado como protección del ganado y los recursos naturales.